# Quansheng
Quansheng (kinesiska: 全胜乡, 全胜) är en socken i Kina. Den ligger i provinsen Sichuan, i den sydvästra delen av landet, omkring 90 kilometer öster om provinshuvudstaden Chengdu. Antalet invånare är 8 752. Befolkningen består av 4 398 kvinnor och 4 354 män. Barn under 15 år utgör 20,0 %, vuxna 15-64 år 62 %, och äldre över 65 år 16,0 %.
Genomsnittlig årsnederbörd är 1 384 millimeter. Den regnigaste månaden är juli, med i genomsnitt 305 mm nederbörd, och den torraste är december, med 9 mm nederbörd.